# Bronislau Kaper
Bronislau Kaper, nato Bronisław Kaper (Varsavia, 5 febbraio 1902 – Beverly Hills, 26 aprile 1983), è stato un compositore polacco naturalizzato statunitense, autore di numerose colonne sonore cinematografiche.

## Biografia
Bronisław Kaper iniziò a suonare il pianoforte all'età di sei anni dimostrando ben presto un notevole talento. Studiò composizione e pianoforte al Conservatorio di Varsavia e Diritto all'Università di Varsavia, in ossequio ai desideri del padre. Subito dopo aver completato gli studi, andò a vivere a Berlino, città con molti teatri e cabaret dove numerosi artisti provenienti dall'Europa dell'Est, soprattutto Russia, Polonia e Ungheria tentavano la loro fortuna.
A Berlino, alla fine del 1920, Kaper incontrò un altro giovane compositore, l'austriaco Walter Jurmann, e con lui iniziò a lavorare alle prime composizioni, prima a Berlino e poi, dopo che i nazisti avevano preso il potere in Germania, a Parigi.
L'affermazione del cinema sonoro aveva infatti creato un mercato importante per i compositori e nel 1935, dopo aver accettato un contratto di sette anni con la MGM, il duo emigrò negli Stati Uniti. Uno dei loro primi film americani fu la commedia dei Fratelli Marx Una notte all'opera (1935), per cui composero la canzone Cosi, Cosà.
A Los Angeles, durante gli anni quaranta, Kaper fece parte di una comunità significativa di esuli, tra cui Thomas Mann, Bertolt Brecht, Arnold Schönberg, Lion Feuchtwanger, Max Reinhardt, Hanns Eisler, Berthold Viertel ed altri.
Nel corso della sua carriera Kaper compose la musica per quasi 150 film di Hollywood e per serie televisive quali F.B.I., vincendo Oscar ed altri prestigiosi riconoscimenti. Una delle sue ultime composizioni sotto contratto con la MGM fu la musica per il film Gli ammutinati del Bounty (1962), per la quale, coniugando temi epici e musica polinesiana, ottenne una candidatura all'Oscar per la migliore colonna sonora.
L'interesse di Kaper a fondere musica indigena esotica con spunti tradizionali continuò con le musiche per il film Lord Jim (1965), nel quale introdusse per la prima volta il suono delle orchestre Gamelan in occidente.

## Premi
- Soldato di cioccolata (The Chocolate Soldier) - candidatura all'Oscar alla migliore colonna sonora (1942)
- Lili - Oscar alla migliore colonna sonora (1954)
- Gli ammutinati del Bounty (Mutiny on the Bounty) - candidatura all'Oscar alla migliore colonna sonora e candidatura all'Oscar alla migliore canzone (1963)

## Filmografia parziale
- Alraune la figlia del male (Alraune), regia di Richard Oswald (1930)
- L'ultima canzone (Melodie der Liebe), regia di Georg Jacoby - musiche originali (1932)
- Es wird schon wieder besser, regia di Kurt Gerron (1932)
- Una donna al volante (Une femme au volant), regia di Pierre Billon e Kurt Gerron (1933)
- La modella mascherata (Escapade), regia di Robert Z. Leonard - musiche originali (1935)
- Dulcy, regia di S. Sylvan Simon (1940)
- Soldato di cioccolata (The Chocolate Soldier), regia di Roy Del Ruth (1941)
- Il ritorno del Lupo (Whistling in Dixie), regia di S. Sylvan Simon - musiche di repertorio (1942)
- Un americano a Eton (A Yank at Eton), regia di Norman Taurog (1942)
- Al di sopra di ogni sospetto (Above Suspicion), regia di Richard Thorpe (1943)
- La signora Parkington (Mrs Parkington), regia di Tay Garnett (1944)
- Lo straniero (The Stranger), regia di Orson Welles (1946)
- Il delfino verde (Green Dolphin Street), regia di Victor Saville (1947)
- L'indossatrice (A Life of Her Own), regia di George Cukor (1950)
- Kim, regia di Victor Saville (1950)
- Inferno bianco (The Wild North), regia di Andrew Marton (1952)
- Cavalca vaquero! (Ride, Vaquero!), regia di John Farrow (1953)
- Lili, regia di Charles Walters (1953)
- L'arciere del re (The Adventures of Quentin Durward), regia di Richard Thorpe (1955)
- Il pilota razzo e la bella siberiana (Jet Pilot), regia di Josef von Sternberg (1957)
- Karamazov (The Brothers Karamazov), regia di Richard Brooks (1958)
- Il capro espiatorio (The Scapegoat), regia di Robert Hamer (1959)
- La sposa bella (The Angel Wore Red), regia di Nunnally Johnson (1960)
- Venere in visone (BUtterfield 8), regia di Daniel Mann (1960)
- Gli ammutinati del Bounty (Mutiny on the Bounty), regia di Lewis Milestone (1962)
- Lord Jim, regia di Richard Brooks (1965)
- Tobruk, regia di Arthur Hiller (1967)
- La via del West (The Way West), regia di Andrew V. McLaglen (1967)

## Award Bronislaw Kaper
Gli Award Bronislaw Kaper sono premi assegnati ogni anno a giovani artisti per promuovere lo sviluppo di musicisti di talento per pianoforte e strumenti ad arco presso la Filarmonica di Los Angeles.
I premi sono in onore di Bronislaw Kaper, il quale è stato per più di 15 anni membro del Consiglio di Amministrazione della Los Angeles Philharmonic Association.
I vincitori degli Award ricevono un premio in denaro di 2 500 dollari.